# أنتال كوتاس
أنتال كوتاس (بالمجرية: Kotász Antal)‏ (مواليد 1 سبتمبر 1929) هو لاعب كرة قدم. يلعب مع منتخب المجر لكرة القدم. سبق له أن لعب في كأس العالم لكرة القدم مع منتخب بلاده.

## روابط خارجية
- أنتال كوتاس على موقع الاتحاد الدولي (مؤرشف)  (الإنجليزية)
- أنتال كوتاس على موقع قاعدة بيانات كرة القدم.إي يو (الإنجليزية)
- أنتال كوتاس على موقع بيانات كرة القدم. دي إي (الألمانية)
- أنتال كوتاس على موقع ناشيونال فوتبول تيمز (الإنجليزية)
- أنتال كوتاس على موقع Soccerway.com (الإنجليزية)
- أنتال كوتاس على موقع عالم كرة القدم.نت (الإنجليزية)